# قصير (نبات)
القُصَيْر أو قُصَر أو أم لقف (الاسم العلمي: Dorstenia)، جنس نباتات معمرة من فصيلة التوتية، وفقًا للمؤلف، يقال أن هناك حوالي 100 إلى 170 نوعًا داخل هذا الجنس، وهو الجنس الثاني من ناحية عدد الأنواع بعد جنس التين في فصيلة التوتية. تُعرف أنواع القُصير بشكل أساسي بنوراتها غير العادية وعادات النموها. الاسم العلمي مُهدى للطبيب وعالم النبات الألماني ثيودور دورستين (1492-1552).

## التوزيع والموئل
تنتشر الأنواع بالتساوي إلى حد ما بين الإقليم المداري الإفريقي والإقليم المداري الجديد. ينمو نوع (قُصَيْر هندي،Dorstenia indica) واحد فقط شرق شبه الجزيرة العربية، وفي الغابات الاستوائية في جنوب الهند وسريلانكا.